# Járdányi Paulovics István
Járdányi Paulovics István (Izsa, 1892. február 28. – Debrecen, 1952. december 9.) régész, egyetemi tanár.

## Élete
Paulovics József kántortanító, elemi iskolai igazgató és Kupera Anna fiaként született. Középiskolai tanulmányait a Pozsonyi Királyi Katolikus Főgimnáziumban végezte. 1910 és 1914 között egyiptológiát, régészetet, művelődéstörténetet, latin filológiát tanult a Budapesti Magyar Királyi Tudományegyetemen, és emellett zenei tanulmányokat is folytatott. 1914-ben került a Magyar Nemzeti Múzeum szolgálatába; a múzeum Érem- és Régiségtárában előbb önkéntes gyakornok, később őr volt, majd 1936 és 1938 között a római gyűjteménynek volt az igazgatóőre. 1936-ban a Budapesti Tudományegyetemen magántanári képesítést szerzett. 1938-tól a pécsi Erzsébet Tudományegyetem Ókortörténeti és Régészeti Tanszékén rendkívüli tanár, majd professzor lett. 1940-től haláláig a Debreceni Tudományegyetemen az egyetemes ókori történelem és a régészet nyilvános rendkívüli tanára. Tanulmányutat tett többek között Itáliában, Görögországban és a Balkánon. Régészeti kutatásai elsősorban a pannóniai limes kérdéseivel foglalkoztak. 1926-ban megrendezte a Magyar Nemzeti Múzeum nagy előcsarnokában a római kőemlékek kiállítását, amely 1998-ig fennállt és 1937-ben kialakította az állandó római kiállítást. 1939-ben felállította a mai szombathelyi lapidariumot, amely a római kor kőemlékeit mutatja be és amely – módosításokkal – ma is áll. Ásatásokat végzett Dunapentelén, Kisárpáson, Szőnyben (az ókori Brigetióban), Nógrádverőcén, Dunabogdányban, és megkezdte a nagytétényi római kori katonai tábor feltárását is. Szombathelyen végzett régészeti feltárásainak eredményeképpen nyílt meg 1943-ban a később róla elnevezett romkert. Géfin Gyulával együtt ő tárta fel az ókori Savaria késő császár-kori palotaegyüttesét a nevezetes mozaikkal, és a középkori várat (amelyet még Szt. Quirinus vértanú bazilikájának gondolt), valamint a római utak részleteit. Ásatást folytatott a szombathelyi domonkos templom mellett, hogy felkutassa Szent Márton szülőházát; ehhez kapcsolódóan összefoglalta a szentmártoni ókeresztény temető emlékeit. Munkái számtalan hazai és külföldi folyóiratban jelentek meg. Kimagasló utolsó műve a Vasvár környéki "római sáncok" és a vasvári Szent Mihály-templom romjainak feltárása volt. Publikációiban általában a keleti kultuszok emlékeivel, a pannoniai és daciai limes erődítményeivel, a Savaria-kutatással foglalkozott, ásatási leleteket közölt. Számos tanulmánya az Archaeologiai Értesítőben jelent meg (1916–1953). Tagja volt a Magyar Régészeti és Történeti Társulatnak és a Német Régészeti Intézetnek. Fia Járdányi Pál (1920–1966) népzenekutató, zeneszerző. Vasváron utcát neveztek el róla.

## Művei
- Hellenisztikus egyiptomi emlékek Magyarországon (Budapest, 1917)
- A dunapentelei római telep (Archaeologica Hungarica, 2. Budapest, 1927)
- Germanendarstellungen aus dem swebisch-markomannischen Kreis (Mannus, 26., 1934, 128-141.)
- Római kisplasztikai műhely Pannoniában (Pannonia, 1., 1935, 21-27.)
- Dionysosi menet (thiatos) magyarországi római emlékeken (Archaeologiai Értesítő, 48., 1935, 54-102.; 49., 1936, 248-253.)
- A szőnyi törvénytábla (Archaeologica Hungarica, 20. Budapest, 1936)
- Funde und Forschungen in Brigetio (Laurae Aquincenses II.= Dissertaciones Pannonicae. II. 11. Bp., 1938)
- Il campidoglio di Savaria (Corvina, 3., 1940, 223-236.)
- Lapidarum Savariense ...(Szombathely, 1943.) Savaria - Szombathely topográfiája (Acta Savariensia, 1., Szombathely, 1943.)
- Lapidárium Savariense (uo., 2. Szombathely, 1943)
- Dácia keleti határvonala és az úgynevezett dák ezüstkincsek kérdése (Kolozsvár, 1944.)
- A szombathelyi Szent Márton-egyháznak Savariai Szent Márton születéshelyének rómaikori eredete (Szombathely, 1944.)
- A vasvári régészeti kutatások eredményei az 1948. évben. (Debreceni Tudományegyetem Régészeti Intézet, Debrecen, 1949.)
- Prometheus alakja óbudai kőemléken (Budapest Régiségei, 15., 1950, 473-477.)
- Nagytétényi kutatások (Régészeti Füzetek. 3., Budapest., 1957)
- Szalacska, a kaposvölgyi római kori fémművességi központ (Archaeologiai Értesítő, 80., 1953, 115-129.)